# Palacio de Buenavista (Madrid)
El palacio de Buenavista es un inmueble de Madrid, ubicado dentro de un perímetro vallado en un promontorio ajardinado en la plaza de la Cibeles. Actualmente alberga el Cuartel General del Ejército de Tierra de España.

## Primer palacio
El palacio original se edificó en el siglo XVI en la Real finca conocida como Altillo de Buenavista (de ahí el nombre). El entonces arzobispo de Toledo, Gaspar de Quiroga, regala la finca a Felipe II, cuando el rey decide trasladar la corte y hacer de Madrid la capital permanente.
Después de pasar por diversos propietarios, lo ocupa Isabel de Farnesio, a la muerte de su hijastro Fernando VI, en 1759, hasta el fin de sus días en 1766. En 1796, en la testamentaría de Isabel de Farnesio, la adquiere Fernando de Silva y Álvarez de Toledo, XII duque de Alba de Tormes.

## Palacio dieciochesco

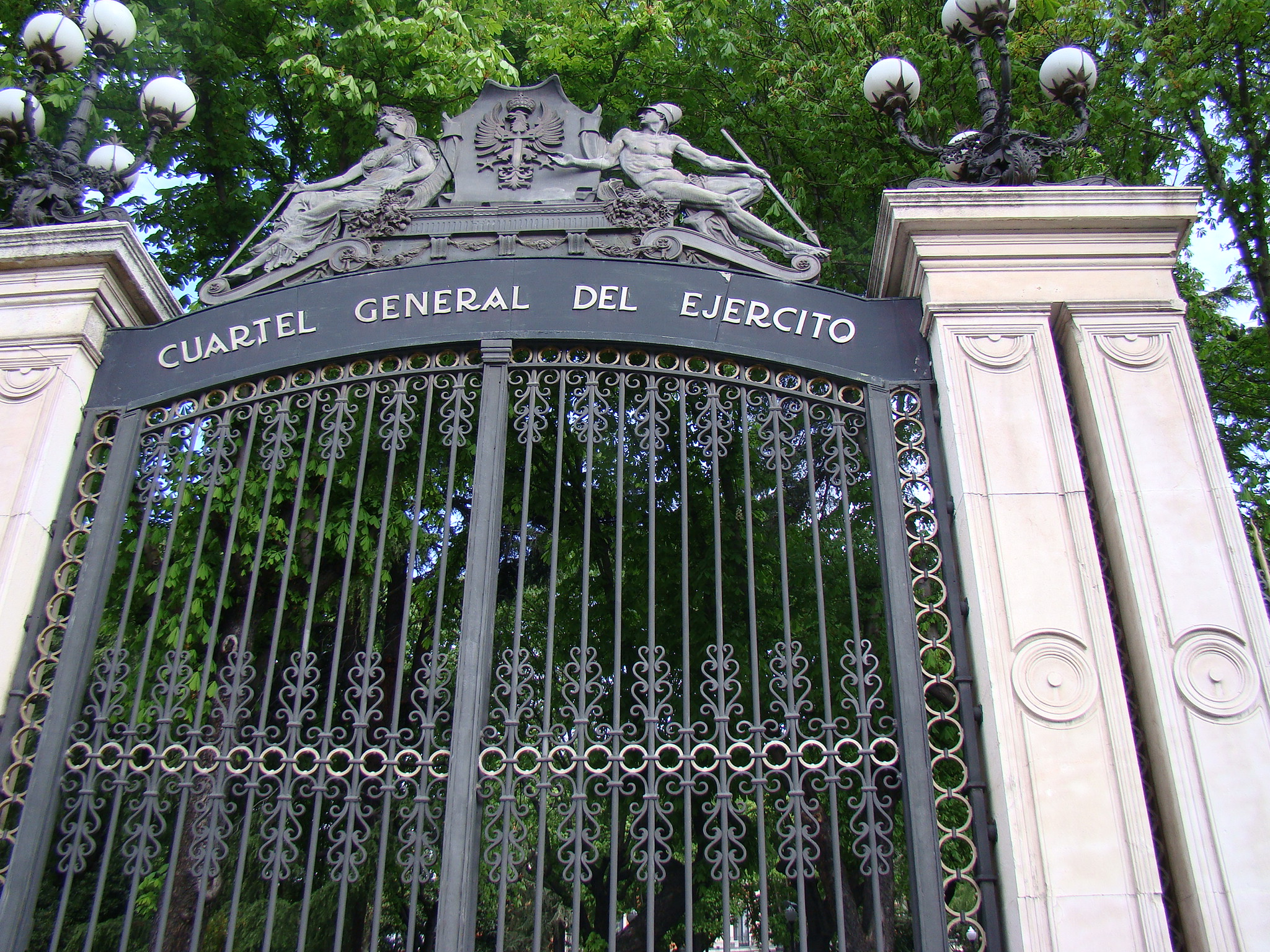
Puerta de los jardines vallados del Palacio de Buenavista, orientada hacia la calle de Alcalá.

El entonces duque de Alba, tras adquirirla a la familia del rey de España, encarga en 1770 un proyecto de reajardinamiento de estilo afrancesado a Ventura Rodríguez, que no llegó a realizarse.
Fue su nieta y heredera, Cayetana, XIII duquesa de Alba, quien mandó derribar la edificación existente, ordenando en 1777 a Juan Pedro Arnal la construcción del actual palacio, más suntuoso y acorde con el rango de la Casa de Alba. El arquitecto ideó un conjunto que sintetiza esquemas italianos y franceses, con fachada urbana hacia el norte. La duquesa vivió mayormente en el nuevo y bello palacio junto a su marido el duque José Álvarez de Toledo Osorio.
En esta época, colgaron en el palacio múltiples pinturas de los mayores maestros: la Venus del espejo de Velázquez (National Gallery, Londres), la Virgen de la Casa de Alba de Rafael (que debe su nombre precisamente a los duques de Alba; Galería Nacional de Arte, Washington D. C.) y La educación de Cupido de Correggio (National Gallery, Londres).
Entre 1795 y 1796, Buenavista sufrió dos incendios que provocaron grandes reformas, como la supresión del cuerpo central de escaleras, y la desaparición de buena parte de los fondos bibliográficos que albergaba. Tras la muerte sin herederos forzosos de la XIII duquesa de Alba, acaecida en el palacio en 1802, la Casa de Alba quedó incorporada en la Casa de Berwick.
Sin embargo, Buenavista se desvincula del patrimonio de los Alba. En 1807, por medio de la expropiación, el Ayuntamiento de Madrid se lo regala al valido del rey Carlos IV, Manuel Godoy, I duque de la Alcudia. Godoy invierte en su acondicionamiento y decoración pero nunca llegó a residir en el palacio. Cuando perdió su poder, la propiedad fue expropiada de nuevo, volviendo a la casa real.

## SiglosXIX-XXI
En agosto de 1810 el rey José Bonaparte decretó que «El Palacio de Buenavista queda destinado para el museo de pinturas, mandado establecer por nuestro decreto de 20 de diciembre de 1809». Por esta razón, se entiende que estaba destinado a sede del proyectado Museo Josefino. Sin embargo, tras la salida de España de Bonaparte (1813) se eligió otro edificio para el actual Museo del Prado y el palacio de Buenavista, finalmente, se cedió al Ejército en 1816.

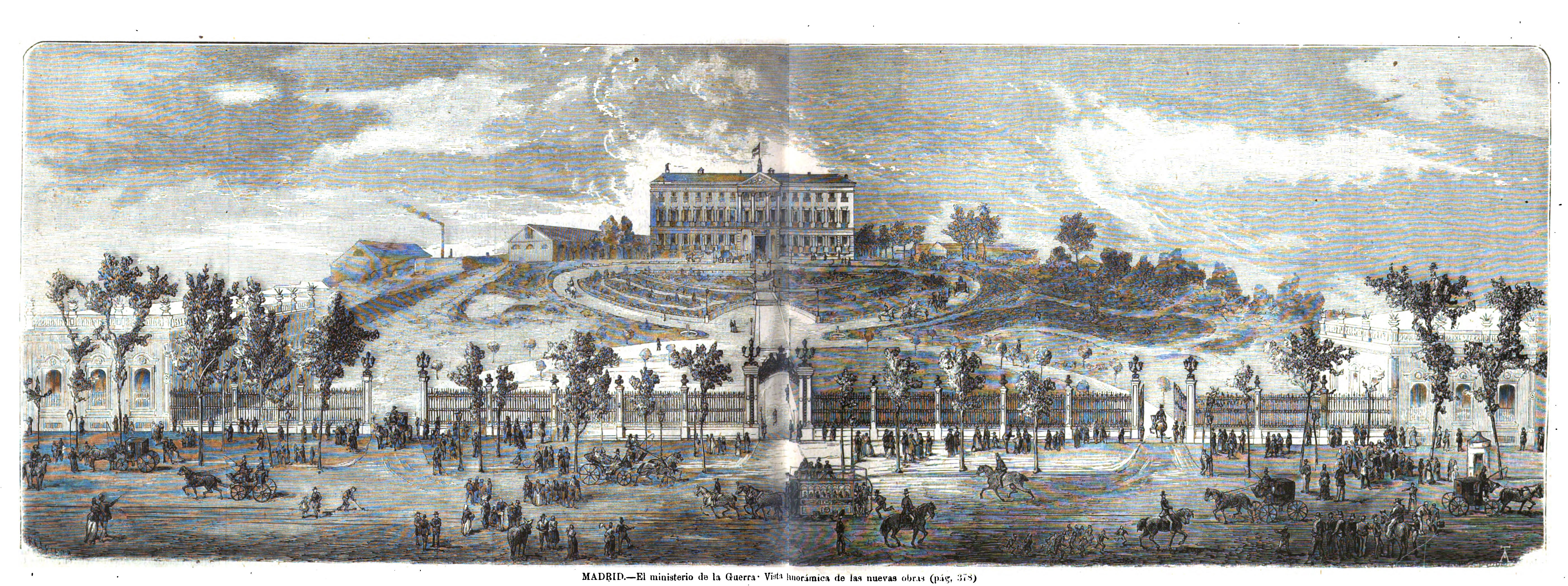
Vista del edificio y su entorno en 1872, cuando servía como sede del Ministerio de la Guerra (La Ilustración Española y Americana).

Se convirtió en sede del Ministerio de la Guerra en 1847, emprendiéndose numerosas obras de reforma y ampliación, sumando un cuarto piso a su altura. Desde 1981 es la sede del Cuartel General del Ejército de Tierra de España y sigue albergando numerosas obras de arte. El inmueble se encuentra en la plaza de la Cibeles, frente a la sede del Banco de España, el Palacio de Linares y el Palacio de Comunicaciones.